# Гордон, Сайрус
Са́йрус Герцль Го́рдон (англ. Cyrus Herzl Gordon; 29 июня 1908, Филадельфия, Пенсильвания — 30 марта 2001[…], Бруклайн, Массачусетс) — американский лингвист, специалист по языкам и культурам древнего Ближнего Востока, сторонник диффузионизма.

## Биография

### Молодость
Сын выходца из Литвы, терапевта Бенджамина Гордона. Вырос в семье, принадлежавшей к верхнему слою еврейской диаспоры в США, получил образование со значительной долей нерелигиозных дисциплин. Начал изучать иврит с пяти лет, уже в детстве заинтересовался латынью и греческим языком.
Получил степени бакалавра и магистра искусств, позднее доктора в Пенсильванском университете. Также посещал ряд курсов в Гретц-Колледж (Gratz College) и Дропси-Колледж (Dropsie College). В этих трёх вузах имелись специализированные программы по Библии, классическим исследованиям и древнему Ближнему Востоку. Там же Гордон изучил древнеперсидский язык и санскрит.
Провёл первую половину 1930-х годов на Ближнем Востоке, в Багдаде и Иерусалиме. Участвовал в археологических экспедициях Леонарда Вулли в Уре, Флиндерса Петри в Тель эль-Аджуле, У. Ф. Олбрайта в Тель Бейт Мирсим, и сопровождал Нельсона Глюка в его раскопках в Подмандатной Палестине на участке «трансиордании». Занимался изучением и переводом древнеегипетских надписей из Тель эль-Амарны в составе экспедиции Джона Пендлбери.
Когда в 1935 году Гордон вернулся в США, он не смог найти себе постоянную академическую должность из-за Великой депрессии. Он занимал ряд временных исследовательских и преподавательских должностей в Университете Джонса Хопкинса (Johns Hopkins University), Смит-Колледже (Smith College) и в Институте фундаментальных исследований (Institute for Advanced Study) в Принстоне, штат Нью-Джерси.

### Вторая мировая война
В 1942 году Гордон вступил добровольцем в армию США в возрасте 33 лет. Возглавив группу дешифровщиков, Гордон вместе с рядом других лингвистов занимался анализом немецких и японских кодовых сообщений — не только на немецком и японском языках, но и на таких языках, как арабский, турецкий и персидский. Позднее Гордон отмечал, что его криптографическая работа в американской армии дала ему необходимые навыки для дешифровки надписей на минойском языке (которую, впрочем, лингвисты признали неудачной). Позднее в ходе войны лейтенант Гордон был направлен на Ближний Восток, служил на Средиземном море, в Египте, Подмандатной Палестине, Ираке и в Иране, где он изучил современный персидский язык, выполняя ряд таких обязанностей, как служба переводчиком или посредником с местными чиновниками и влиятельными лицами. При этом он находил время, чтобы заниматься научными исследованиями, посещал места раскопок древнеперсидских городов, опубликовал исследование об арамейских магических чашах из коллекции Тегеранского музея.

### Послевоенная научная карьера
После войны Гордон получил постоянную должность в Дропси-Колледже (Филадельфия) в 1946 году, где он преподавал до 1956 года, и затем перешёл в Университет Брандайс на следующие 18 лет. С 1973 года он работал в Нью-Йоркском университете, руководил центром по исследованию древне-сирийского города Эбла. Гордон ушёл в отставку в 1989 году.

## Научная деятельность

### Спорные гипотезы
В 1960-е годы Гордон выступил с гипотезой о том, что минойский язык (Крит) был семитским по происхождению. Данная гипотеза Гордона не получили распространения среди лингвистов, поскольку он основывался лишь на внешнем сходстве некоторых словоформ, без детального анализа морфологии.
Гордон также утверждал, что в древности финикийцы и другие семитские народы, например евреи, пересекали Атлантический океан — его мнение основывалось на предположении о том, что надпись из  Бэт-Крик, обнаруженная в Теннесси, и надпись из Параибы из Бразилии являются подлинными. Ещё одним аргументом был камень из Лос-Лунаса. Позднее было установлено, что надписи, на которые ссылался Гордон, были подделками (Гордон допускал возможность подделки параибской надписи).